# 1927 w literaturze
Wydarzenia literackie w 1927 roku.

## Wydarzenia
- polskie
  - sprowadzono z Paryża prochy Juliusza Słowackiego, a następnie złożono je na Wawelu
- zagraniczne
  - obchody trzechsetnej rocznicy śmierci Luisa de Gongory y Argote w Hiszpanii; zawiązuje się grupa poetów Pokolenie 27 (Generación del 27)

## Nowe książki
- polskie
  - Włodzimierz Perzyński – Znamię
  - Stanisław Ignacy Witkiewicz – Pożegnanie jesieni

- zagraniczne
  - Agatha Christie – Wielka czwórka (The Big Four)
  - Hermann Hesse – Wilk stepowy (Der Steppenwolf)
  - François Mauriac – Teresa Desqueyroux (Thérèse Desqueyroux)
  - Marcel Proust – W poszukiwaniu straconego czasu (À la recherche du temps perdu) (ostatni tom – Czas odnaleziony)
  - Virginia Woolf – Do latarni morskiej (To the Lighthouse)

## Nowe dramaty
- polskie
  - Włodzimierz Perzyński – Dwoje ludzi
- zagraniczne
  - Federico García Lorca – Mariana Pineda(inne języki)

## Nowe poezje
- polskie
  - Władysław Broniewski – Dymy nad miastem
  - Józef Czechowicz – Kamień
  - Maria Pawlikowska-Jasnorzewska – Wachlarz. Zbiór poezyj dawnych i nowych
  - Leopold Staff – Ucho igielne
  - Anatol Stern – Bieg do bieguna
  - Kazimierz Wierzyński – Laur olimpijski
- zagraniczne
  - Władysław Chodasiewicz – Noc europejska (Европейская ночь)
  - Jean Cocteau – Opéra
  - T.S. Eliot – Podróż Trzech Króli (The Journey of the Magi)
  - Federico García Lorca – Pieśni (Canciones)
  - Robinson Jeffers – Kobiety z Poit Sur (The Women at Point Sur
  - James Joyce – Jabłuszka po pensie (Pomes Penyeach)
  - Amy Lowell – Ballady na sprzedaż (Ballads for Sale)
  - Władimir Majakowski – Dobrze (Хорошо!)

## Nowe prace naukowe
- zagraniczne
  - Martin Heidegger – Bycie i czas (Sein und Zeit)

## Urodzili się
- 3 stycznia – Teresa Dzieduszycka, polska tłumaczka literatury polskiej na język francuski (zm. 2017)
- 9 stycznia – Rodolfo Walsh, argentyński pisarz i dziennikarz uważany za ojca dziennikarstwa śledczego (zm. 1977)
- 13 stycznia – Guy Sajer, francuski pisarz (zm. 2022)
- 28 stycznia
  - Maria Łopatkowa, polska pisarka (zm. 2016)
  - Vera Williams(inne języki), amerykańska autorka i ilustratorka (zm. 2015)
- 5 lutego – Yūki Shōji, japoński pisarz (zm. 1996)
- 8 lutego – Stefan Sawicki, polski literaturoznawca
- 16 lutego – Jerzy Korczak, polski prozaik (zm. 2021)
- 6 marca – Gabriel García Márquez, kolumbijski pisarz (zm. 2014)
- 8 marca – Harry Thürk, niemiecki pisarz (zm. 2005)
- 16 marca – Józef Kuśmierek, polski reportażysta (zm. 1992)
- 17 marca – Francisco González Ledesma, hiszpański pisarz (zm. 2015)
- 22 marca – Vera Henriksen, norweska pisarka (zm. 2016)
- 24 marca – Martin Walser, niemiecki pisarz (zm. 2023)
- 27 marca – Cecil Bødker, duńska pisarka (zm. 2020)
- 30 marca – Leonid Sitko, rosyjski poeta i tłumacz (zm. 2007)
- 8 kwietnia – Jerzy Przeździecki, polski prozaik (zm. 2020)
- 12 kwietnia – Don Coles, kanadyjski pisarz (zm. 2017)
- 25 kwietnia – Albert Uderzo, francuski rysownik i scenarzysta komiksowy (zm. 2020)
- 7 maja – Ruth Prawer Jhabvala, indyjsko-angielska pisarka (zm. 2013)
- 14 maja – Herbert W. Franke, austriacki pisarz s-f (zm. 2022)
- 22 maja – Peter Matthiessen, amerykański pisarz (zm. 2014)
- 25 maja – Robert Ludlum, amerykański pisarz powieści sensacyjnych, aktor i producent (zm. 2001)
- 27 maja
  - Ann Birstein(inne języki), amerykańska pisarka (zm. 2017)
  - Marijane Meaker, amerykańska pisarka (zm. 2022)
- 3 czerwca – Jerzy Kwiatkowski, polski literaturoznawca (zm. 1986)
- 8 czerwca – Wiktor Woroszylski, polski prozaik, poeta i tłumacz (zm. 1996)
- 15 czerwca – Ibn e Insha, pakistański poeta (zm. 1978)
- 23 czerwca – Jacobo Langsner(inne języki), urugwajski dramaturg (zm. 2020)
- 26 czerwca – Robert Kroetsch, kanadyjski pisarz (zm. 2011)
- 4 lipca – Neil Simon, amerykański dramaturg (zm. 2018)
- 5 lipca – Anna Przedpełska-Trzeciakowska, polska tłumaczka literatury angielskiej i amerykańskiej
- 9 lipca – David Diop, senegalski poeta (zm. 1960)
- 18 lipca – Cyril Kola, górnołużycki dramatopisarz, nowelista i krytyk literacki
- 19 lipca – Jan Myrdal, szwedzki pisarz (zm. 2020)
- 20 lipca – Simin Behbahani, irańska poetka (zm. 2014)
- 26 lipca – Lorenza Mazzetti(inne języki), włoska pisarka (zm. 2020)
- 28 lipca
  - John Ashbery, amerykański poeta (zm. 2017)
  - Pasquale Festa Campanile, włoski pisarz (zm. 1986)
- 5 sierpnia – Janusz Tazbir, polski historyk i eseista (zm. 2016)
- 9 sierpnia – Daniel Keyes, amerykański pisarz science-fiction (zm. 2014)
- 23 sierpnia – Dick Bruna, holenderski autor książek dla dzieci (zm. 2017)
- 27 sierpnia – Edward Kurowski, polski prozaik (zm. 2015)
- 30 sierpnia – Helena Sekuła, polska pisarka (zm. 2020)
- 30 września – W.S. Merwin, amerykański poeta (zm. 2019)
- 6 października – Bernhard Seeger(inne języki), niemiecki pisarz (zm. 1999)
- 9 października – Folke Isaksson, szwedzki pisarz (zm. 2013)
- 16 października – Günter Grass, niemiecki pisarz (zm. 2015)
- 20 października – Oskar Pastior, rumuńsko-niemiecki poeta i tłumacz (zm. 2006)
- 23 października – Leszek Kołakowski, polski filozof i literat (zm. 2009)
- 27 października – Zdzisław Tadeusz Łączkowski, polski pisarz (zm. 2019)
- 31 października – Roger Kahn(inne języki), amerykański pisarz (zm. 2020)
- 2 listopada – Steve Ditko, amerykański autor komiksów i pisarz (zm. 2018)
- 16 listopada – Lidia Kosk, polska poetka
- 20 listopada – Miriam Akavia, izraelska pisarka i tłumaczka (zm. 2015)
- 24 listopada – Ahmadou Kourouma, iworyjski pisarz (zm. 2003)
- 4 grudnia – Rafael Sánchez Ferlosio, hiszpański pisarz (zm. 2019)
- 13 grudnia – James Wright, amerykański poeta (zm. 1980)
- 16 grudnia – Peter Dickinson(inne języki), angielski pisarz (zm. 2015)
- 20 grudnia – Longin Jan Okoń, polski pisarz (zm. 2020)
- 24 grudnia
  - Mary Higgins Clark, amerykańska pisarka (zm. 2020)
  - Angelika Schrobsdorff(inne języki), niemiecka pisarka (zm. 2016)
- 25 grudnia – Ljuben Diłow, bułgarski pisarz science fiction (zm. 2008)
- Zbigniew Nowak, polski bibliolog i historyk literatury (zm. 2015)
- Marcel Weyland, polski tłumacz  poezji polskiej na język angielski

## Zmarli
- 12 stycznia – Achille Millien, francuski poeta i folklorysta (ur. 1838)
- 30 stycznia – Milena Mrazović, bośniacka pisarka (ur. 1863)
- 19 lutego – Georg Brandes, duński pisarz i krytyk literacki (ur. 1842)
- 3 marca – Michaił Arcybaszew, rosyjski pisarz, dramaturg i publicysta (ur. 1878)
- 8 marca – Babette von Bülow, niemiecka pisarka (ur. 1850)
- 6 kwietnia – Florence Earle Coates, amerykańska poetka (ur. 1850)
- 15 kwietnia – Gaston Leroux, francuski pisarz weird fiction (ur. 1868)
- 14 czerwca – Jerome K. Jerome, angielski pisarz i dramaturg (ur. 1859)
- 24 lipca – Ryūnosuke Akutagawa, japoński pisarz (ur. 1892)
- 30 lipca – Robert de Flers, francuski dramatopisarz (ur. 1872)
- 13 sierpnia – James Oliver Curwood, amerykański pisarz (ur. 1878)
- 14 września – Hugo Ball, niemiecki pisarz i poeta, współtwórca zuryskiego ruchu dadaistycznego (ur. 1886)
- 15 września – Herman Gorter, holenderski poeta i krytyk literacki (ur. 1864)
- 8 października
  - Ricardo Güiraldes, argentyński nowelista i poeta (ur. 1886)
  - Mary Webb, angielska powieściopisarka (ur. 1881)
- 10 października – August Kitzberg, estoński pisarz i dramaturg (ur. 1856)
- 22 października – Borisav Stanković, serbski pisarz (ur. 1876)
- 23 listopada – Stanisław Przybyszewski, polski pisarz i publicysta (ur. 1868)
- 5 grudnia – Fiodor Sołogub, rosyjski pisarz (ur. 1863)

## Nagrody
- Nagroda Nobla – Henri Bergson